# Telefone

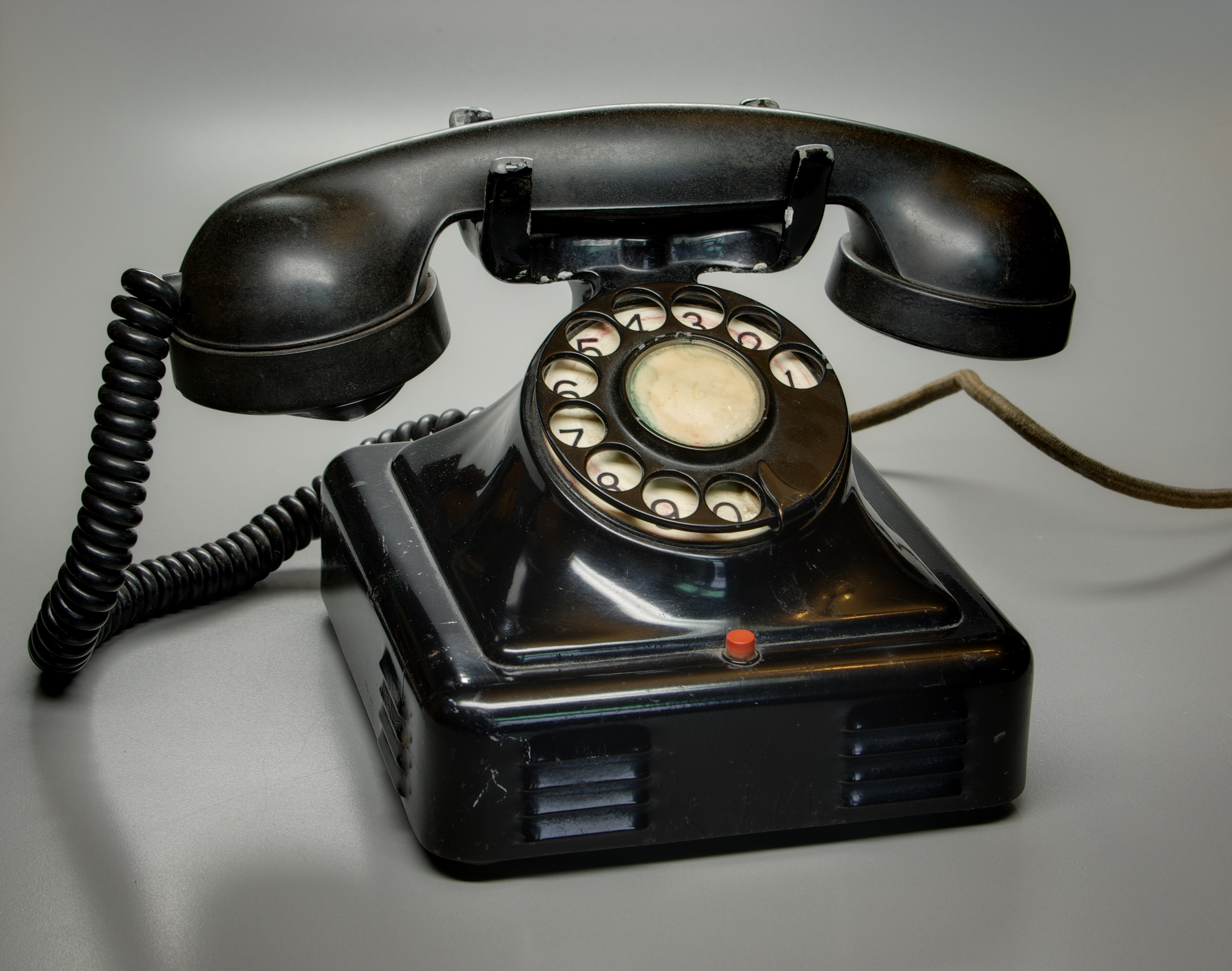
Um antigo telefone com discagem rotativa

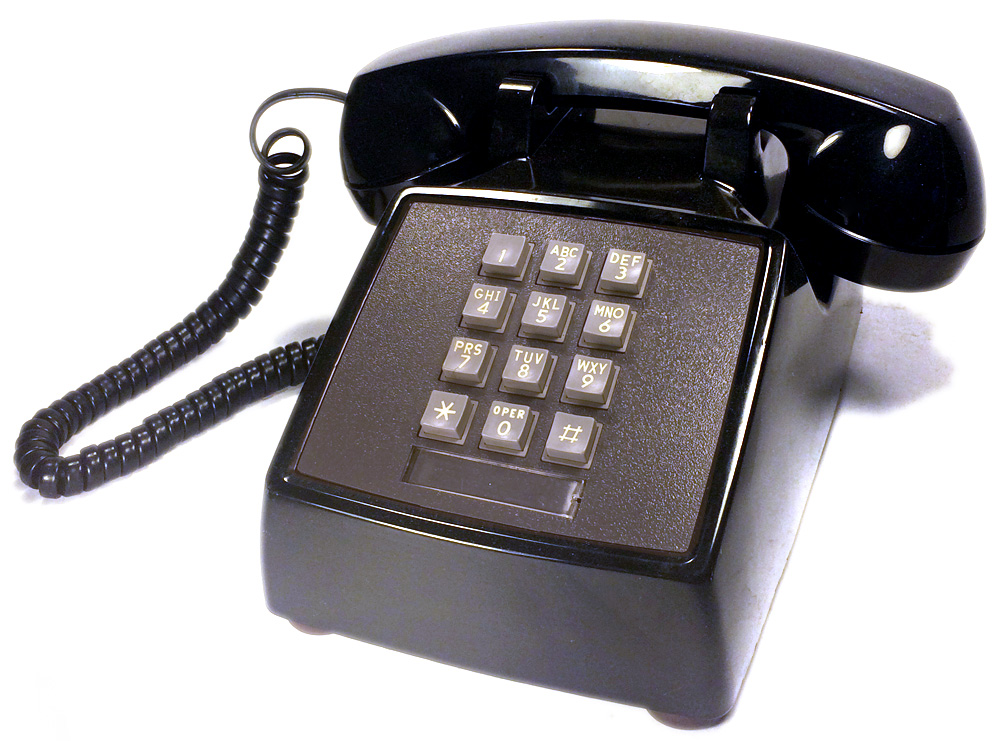
Telefone com teclado da Western Electric, modelo 2500 DMG preto, 1980

Um telefone é um dispositivo de telecomunicações que permite que dois ou mais usuários conduzam uma conversa quando estão muito distantes um do outro para serem facilmente ouvidos diretamente. Um telefone converte o som, normalmente e de forma mais eficiente a voz humana, em sinais eletrônicos que são transmitidos por meio de cabos e outros canais de comunicação para outro telefone que reproduz o som para o usuário receptor. O termo é derivado do em grego clássico: τῆλε; romaniz.: tēle – trad.: “distante” e φωνή (phōnē, voz), que juntos significam voz distante.
Os elementos essenciais de um telefone são um microfone (transmissor) para falar e um fone de ouvido (receptor) que reproduz a voz em um local distante. O receptor e o transmissor geralmente são integrados a um aparelho que é colocado próximo ao ouvido e à boca durante a conversa. O transmissor converte as ondas sonoras em sinais elétricos que são enviados através do sistema de telecomunicações para o telefone receptor, que converte os sinais em som audível no receptor ou às vezes em um alto-falante . Os telefones permitem a transmissão em ambas as direções simultaneamente.
A maioria dos telefones também contém um recurso de alerta, como uma campainha ou um indicador visual, para anunciar uma chamada telefônica recebida. As chamadas telefônicas são iniciadas mais comumente com um teclado ou dial, afixado ao telefone, para inserir um número de telefone, que é o endereço do telefone do destinatário da chamada no sistema de telecomunicações, mas outros métodos existiam no início da história do telefone.
Em 1876, Alexander Graham Bell foi o primeiro a receber uma patente nos Estados Unidos para um dispositivo que produzia uma replicação claramente inteligível da voz humana num segundo dispositivo. Este instrumento foi desenvolvido por muitos outros e tornou-se rapidamente indispensável nas empresas, no governo e nas famílias. Os primeiros telefones eram conectados diretamente entre si, do escritório ou residência de um cliente até o local de outro cliente. Sendo impraticáveis para além de apenas alguns clientes, estes sistemas foram rapidamente substituídos por quadros de distribuição operados manualmente e localizados centralmente. Essas centrais logo foram conectadas entre si, formando eventualmente uma rede telefônica pública comutada mundial automatizada. Para maior mobilidade, vários sistemas de rádio foram desenvolvidos para transmissão entre estações móveis em navios e automóveis em meados do século XX. Os telefones celulares portáteis foram introduzidos para serviços pessoais a partir de 1973. Nas décadas posteriores, seu sistema celular analógico evoluiu para redes digitais com maior capacidade e menor custo. A convergência nos serviços de comunicação proporcionou um amplo espectro de capacidades nos telefones celulares, incluindo a computação móvel, dando origem ao smartphone, o tipo de telefone dominante no mundo atualmente.

## História

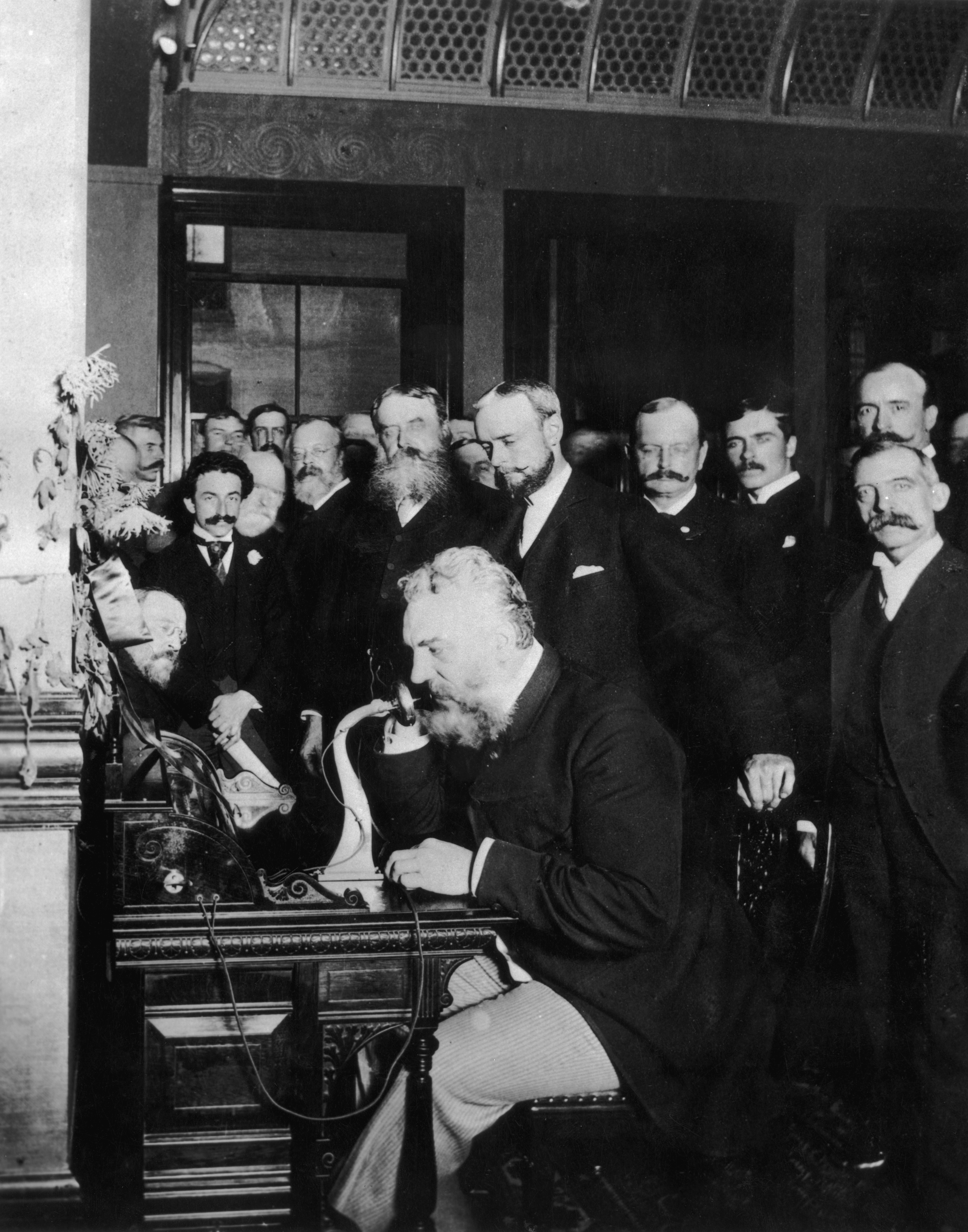
Alexander Graham Bell fazendo a primeira ligação telefônica de Nova York para Chicago em 1892

Antes do desenvolvimento do telefone elétrico, o termo telefone era aplicado a outras invenções e nem todos os primeiros pesquisadores do aparelho elétrico usavam o termo. Talvez o primeiro uso da palavra para sistema de comunicação tenha sido o telefone criado por Gottfried Huth em 1796. Huth propôs uma alternativa ao telégrafo óptico de Claude Chappe, em que os operadores das torres de sinalização gritavam entre si por meio do que ele chamou de "tubos falantes", mas agora seriam chamados de megafones gigantes. Um dispositivo de comunicação para embarcações à vela, chamado telefone, foi inventado pelo capitão John Taylor em 1844. Este instrumento usava quatro buzinas de ar para se comunicar com as embarcações em tempo de neblina.
O crédito pela invenção do telefone elétrico é frequentemente contestado. Tal como acontece com outras invenções influentes, como o rádio, a televisão, a lâmpada e o computador, vários inventores foram pioneiros em trabalhos experimentais de transmissão de voz por fio e aprimoraram as ideias uns dos outros. Novas controvérsias sobre o assunto ainda surgem de tempos em tempos. Charles Bourseul, Antonio Meucci, Johann Philipp Reis, Alexander Graham Bell e Elisha Gray, entre outros, foram todos creditados com a invenção do telefone.
Alexander Graham Bell foi o primeiro a receber uma patente para o telefone elétrico pelo Escritório de Marcas e Patentes dos Estados Unidos (USPTO) em março de 1876. Antes da patente de Bell, o telefone transmitia som de uma forma semelhante ao telégrafo. Este método usava vibrações e circuitos para enviar pulsos elétricos, mas faltavam recursos importantes. Bell descobriu que esse método produzia um som por meio de correntes intermitentes, mas para que o telefone funcionasse, uma corrente flutuante reproduzia melhor os sons. As correntes flutuantes tornaram-se a base para o telefone funcional, criando a patente de Bell. Essa primeira patente de Bell foi a patente mestre do telefone, da qual surgiram outras patentes para dispositivos e recursos telefônicos elétricos.
Em 1876, logo após o pedido de patente de Bell, o engenheiro húngaro Tivadar Puskás propôs a central telefônica, que permitiu a formação de centrais e, eventualmente, de redes telefônicas.

## Tipos

### Telefone de disco
Telefone de disco é um formato de telefone projetado para enviar pulsos elétricos (conhecidos como sinalização decádica) através do giro do número correspondente em um painel em formato de disco. A primeira patente de um telefone de disco foi protocolada por Almon Brown Strowger em 21 de dezembro de 1891, com o registro sendo concedido a ele em 29 de novembro de 1892.
A versão moderna do telefone de disco com buracos para o dedo no painel discador surgiu em 1904, mas só foi implementada nos Estados Unidos em 1919. Esse modelo foi gradualmente substituído pelo telefone de teclas, apresentado ao público pela primeira vez na Expo 62.

### Telefone sem fio
Um telefone sem fio é um aparelho telefônico que se utiliza na telefonia fixa. É como se fosse um telefone celular, porém, com algumas limitações; por exemplo, para se utilizar o telefone, a base tem que ficar todo o tempo na tomada de energia, e o alcance do telefone é limitado para por exemplo, dar uma volta na casa ou no quarteirão (isso dependendo da frequência do telefone).
Porém, o telefone sem fio tem várias vantagens em relação ao telefone convencional com fio, pois, você pode levar o telefone para qualquer canto da casa, dependendo do modelo o aparelho tem uma agenda telefônica (geralmente de pequena capacidade), dependendo do modelo, o aparelho vem com identificador de número da chamada recebida (serviço sujeito a contratação da operadora mediante a uma taxa mensal), se o modelo vir com visor, vem com hora e data, entre outras vantagens.
O telefone sem fio utiliza radiofrequências de curto alcance para transmissão da voz para uma base que faz a conversão para o meio analógico ou digital.

### Telefone móvel
O telefone móvel ou telefone celular, também chamado de telemóvel ou simplesmente celular, é um telefone portátil que pode fazer e receber chamadas através de um link de radiofrequência enquanto o usuário está se movendo dentro de uma área de serviço telefônico, em oposição a um telefone fixo (telefone fixo). A ligação de radiofrequência estabelece uma conexão com os sistemas de comutação de uma operadora de telefonia móvel, que fornece acesso à rede telefônica pública comutada (PSTN). 
Os serviços telefônicos móveis modernos usam uma arquitetura de rede celular e, portanto, são chamados de telefones "celulares". Além da telefonia, os telefones celulares digitais suportam uma variedade de outros serviços, como mensagens de texto, mensagens multimídia, e-mail, acesso à Internet (via LTE, 5G NR ou Wi-Fi), comunicações sem fio de curto alcance (infravermelho, Bluetooth), acesso via satélite (navegação, conectividade de mensagens), aplicativos empresariais, pagamentos (via NFC), reprodução e streaming de multimídia (rádio, televisão), fotografia digital e videogames. Os telefones celulares que oferecem apenas recursos básicos são conhecidos como feature phones; telefones celulares que oferecem recursos de computação bastante avançados são chamados de smartphones.
O primeiro telefone celular portátil foi demonstrado por Martin Cooper da Motorola na cidade de Nova York em 3 de abril de 1973, usando um aparelho pesando cerca de 2 quilogramas. Em 1979, a Nippon Telegraph and Telephone (NTT) lançou a primeira rede celular do mundo no Japão. Em 1983, o DynaTAC 8000x foi o primeiro telefone móvel portátil disponível comercialmente. De 1983 a 2014, as assinaturas mundiais de telefonia móvel cresceram para mais de 7 bilhões; um para cada pessoa na Terra. No primeiro trimestre de 2016, os principais desenvolvedores de smartphones em todo o mundo foram Samsung, Apple e Huawei; as vendas de smartphones representaram 78% do total de vendas de telefones celulares. Para feature phones, as marcas que mais vendia em 2016 eram Samsung, Nokia e Alcatel.

### Telefone digital
Atualmente vem crescendo o uso da telefonia pela internet, usando VoIP (Voz sobre IP, do inglês Voice over IP) e Voz sobre Frame Relay. Há muitos programas que usam esta tecnologia, entre os quais pode-se destacar o Skype, que tem sido muito bem-sucedido na missão de usar a internet como meio de transmissão de voz. Com a disseminação da telefonia pela internet começaram a ser fabricados os ATAs - Adaptadores para telefones analógicos, dispositivos que permitem a conexão de um telefone convencional à internet. O telefone foi evoluindo com o passar das décadas e hoje temos até mesmo os telefones sem fio.

## Lusofonia

### Brasil
Em 15 de novembro de 1879 era feita a primeira concessão para estabelecimento de uma rede e empresa de telefonia no Brasil. Quem ganhou a concessão foi Charles Paul Mackie, representante da Bell no Rio de Janeiro. Foi também em 1879 que a repartição de telégrafos organizou no Rio de Janeiro um sistema de linhas telefônicas ligadas à Estação Central do Corpo de Bombeiros, para aviso de incêndios. Em 13 de outubro de 1880 é criada a Brazilian Telephone Company, que em 1883 já tinha instalado no Rio de Janeiro cinco estações de 1 000 assinantes cada uma. Depois de passar por diversos proprietários tendo várias denominações, foi incorporada em junho de 1899 à Brasilianische Elektrizitäts Gesellschaft, com sede em Berlim, que ganhou uma concessão de 30 anos, mas em 1907 foi vendida mais uma vez, passando a se chamar Rio de Janeiro Telephone Company.

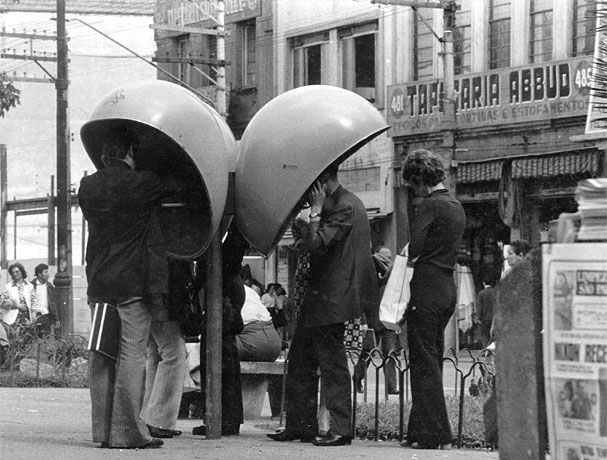
Orelhões em São Paulo em 1972

A primeira concessão para outros estados foi realizada em 18 de março de 1882, para atender as cidades de São Paulo, Campinas, Florianópolis, Ouro Preto, Curitiba e Fortaleza. Em 7 de janeiro de 1884 é a vez de São Paulo entrar na era da telefonia com a Companhia de Telégrafos Urbanos, quando foram instalados os 22 primeiros telefones da cidade. O privilégio não era apenas de Minas, Rio e São Paulo. Na grande maioria das outras regiões do Brasil, a telefonia foi implantada entre 1882 e 1891. Em 1923 é criada a Companhia Telefônica Brasileira, a maior empresa de telefonia do Brasil até a criação do sistema Telebras em 1972. Os primeiros telefones automáticos do Brasil foram inaugurados em 1922 na cidade de Porto Alegre e em 1925 na cidade de Rio Grande. Em São Paulo os primeiros telefones automáticos foram inaugurados em 14 de julho de 1928. e em 31 de dezembro de 1929.

### Portugal
Em Portugal as primeiras experiências de telefone iniciaram-se em 24 de novembro de 1877, ligando Carcavelos à Central do Cabo em Lisboa. A primeira rede telefónica pública foi inaugurada em Lisboa a 26 de abril de 1882 pela Edison Gower Bell Telephone Company of Europe Ltd. que tinha a concessão atribuída desde 13 de janeiro de 1882. A concessão foi transferida para a Anglo-Portuguese Telephone (APT) em 1887 que a manteve até 1968. O primeiro serviço de telefone automático foi inaugurado em Portugal em 1930 e em 25 de setembro de 1937 a APT inaugurou a primeira estação automática na Estrela em Lisboa. Nesse ano a rede da APT tinha 48 000 assinantes.[carece de fontes?]